# Alexis Félix Jeanjean
Alexis Félix Jeanjean ( * 6 de enero de 1867 - 4 de febrero de 1941 ) fue un farmacéutico, botánico, entomólogo, y micólogo; un apasionado por las Ciencias naturales, que fue director en Lot-et-Garonne, Villeneuve-sur-Lot, Francia.
Prematuramente jubilado en 1923, se estableció en Burdeos para dedicarse a la botánica. Puso en marcha un proyecto de una obra florística global, recibido con entusiasmo por los linneanos. Contribuyó a ese equipo que aseguró una visión sintética, y el trabajo estuvo casi terminado al borde de la Segunda Guerra Mundial. No se publicaría hasta 1961, y en parte como un catálogo.

## Algunas publicaciones

### Libros
- 1961. Catalogue des plantes vasculaires de la Gironde. Volumen 99 de Actes de la Société Linnéenne de Bordeaux. 332 pp. Reeditó Soc.Linneenne de Bordeaux, 2005

## Honores

### Epónimos
Especies
- (Asteraceae) Cirsium × jeanjeanii Arènes[1]
- (Orchidaceae) × Dactylodenia jeanjeanii (G.Keller) Aver.[2]
- (Orchidaceae) × Orchigymnadenia jeanjeanii G.Keller[3]

- La abreviatura «Jeanj.» se emplea para indicar a Alexis Félix Jeanjean como autoridad en la descripción y clasificación científica de los vegetales.[4]